# عباس الشنقیطی

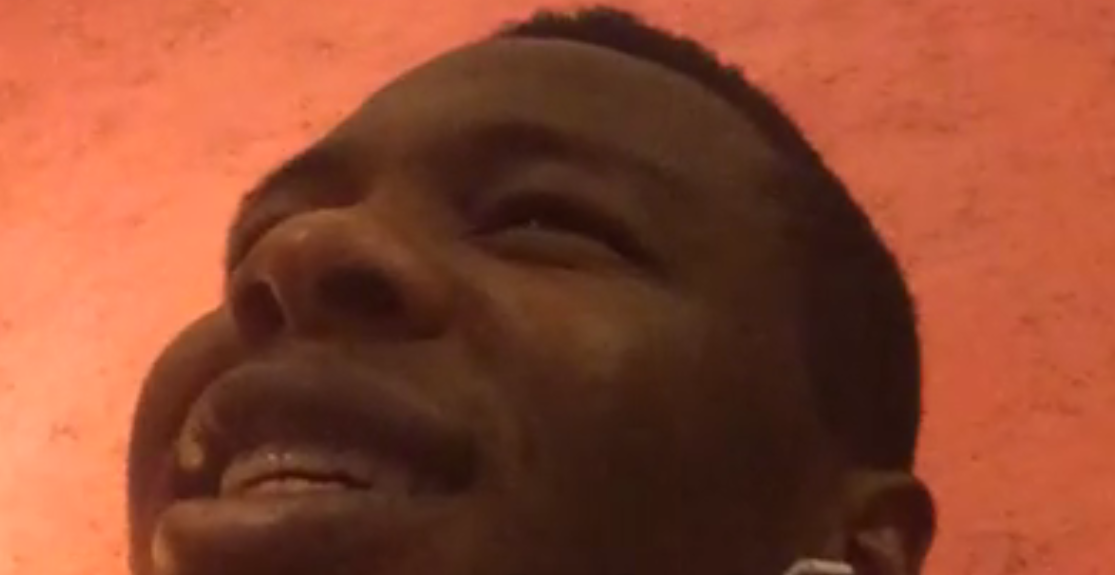
عباس الشنقیطی در سال ۲۰۱۳

عباس الشنقیطی (عربی: عباس الشنقيطي؛ زادهٔ ۸ نوامبر ۱۹۸۷) یک ورزشکار اهل عربستان سعودی است.
از باشگاه‌هایی که در آن بازی کرده‌است می‌توان به باشگاه فوتبال الوحده عربستان سعودی و باشگاه فوتبال نجران عربستان سعودی اشاره کرد.